# Грб Панчева
Грб Панчева је службени грб града од 16. јануара 1881. године.

## Изглед грба
Грб Панчева је ликовно изражен штитом у стилу ренесансе на коме се налази тврђава са две куле и једном отвореном капијом, у којој стоји витез у оклопу са копљем, а испод тврђаве су две таласасте пруге које симболизују реке Дунав и Тамиш. Поврх штита се налази круниште са пет кула. Савремени грб је изведен у црвеној, плавој и белој боји, иако је историјска верзија грба носила гримизну, сребрну и зелену боју.

## Историја грба
Иако је Панчево на основу указа цара Франца II, 1. јануара 1794. године стекло статус слободног војног комунитета, то јест локалну самоуправу, било је потребно да прође још преко осам деценија да би добило и свој грб.
Тек након распуштања Банатске војне крајине 1872. године, Панчево је стекло статус самосталног муниципалног града с одређеним јурисдикцијама и жупанијским правима. Међутим, било је потребно још неколико година како би на основу овог новог статуса овај град стекао и прво на истицање сопствених обележја.

### Први предлог
Први нацрт градског грба био је готов у пролеће 1880. године. Урадили су га Густав Алтенбургер, реномирани истраживач и аутор многих грбова, и Лумболд, власник фабрика за израду застава и украса. Они су сачинили грб на кринастом штиту у који су уцртане градске зидине с две куле између којих стоји пропети лав, и круном изнад штита.

### Други предлог
Доктор Бела Цоболи, ванредни професор универзитета у Будимпешти, понудио је идејино решење грба града Панчева, по коме је Нандор Малаховски средином јуна 1880. године сачинио и нацрт. На њему је представљена женска фигура која симболизује Хунгарију, и која у десној руци држи штит с државним грбом Угарске, а у уздигнутој левици мађарску тробојку. Лева страна грба подељена је у два поља: у горњем се налази силуета тврђаве, а у доњем на црвеној подлози две сребрне траке – горња шира симболизује Дунав, а доња ужа Тамиш, што одређује географски положај града.

### Трећи предлог
Касније, Луј Клајн, на иницијативу градског одбора који је разматрао оба предлога, дорадио је Цоборов нацрт тако што је на горњем пољу на обе стране градских зидина поставио по једног пропетог лава, леђима окренутих к торњу, а на доњем обрнуо распоред трака које означавају реке. Ужа трака која симболизује Тамиш требало је да буде изнад шире која представља Дунав, јер је река Тамиш ближа Панчеву од Дунава.
Градски магистрат је 16. септембра 1880. године поднео Скупштини градског представништва Цоборов предлог градског грба на усвајање. Истог дана је Магистрат ту одлуку, као нацрте сва три предложена грба, послао Министарству унутрашњих послова Угарске на разматрање.

### Коначно решење
Министар унутрашњих послова Калман Тиса у допису од 28. новембра известио је панчевачке власти да због озбиљних хералдичких и историјских неправилности, не може да одобри нацрт грба за који се скупштина определила. Предложио је неколико измена Алтенбургер-Лумболдовог нацрта, и обећао да ће се он лично заложити да тај грб буде прихваћен на највишем месту у Бечу, уколико град Панчево усвоји баш тај предлог грба као званично обележје.
На седници градског представништва 11. децембра 1880. године, једногласно су прихваћене предложене измене, и нови изглед грба послат је министру Тиси на даљи поступак. Он је 5. јануара 1881. године упутио читав предмет царевом личном министру Бели Орцију. Цар Франц Јосиф је 16. јануара одобрио употребу грба, који је и данас грб града Панчева.
Блазон грба гласио је овако:
На зеленој ливади, у гримизном пољу налази се сребрна тврђава с два бастиона и с једном отвореном капијом у којој стоји витез на стражи у оклопу и с копљем. Два таласаста повоја представљају две реке. Штит је исповијан у ренесансном стилу, а изнад штита је сребрно круниште градских зидина.

### Комунистичка верзија грба
Током периода владавине Комунистичке Партије, грбу је била додата петокрака која је с грба скинута након пада комунизма.